# Фарбауті (супутник)
Фарбауті (Сатурн XL; лат. Farbauti, давньоскан. Fárbauti) — п'ятдесят другий за віддаленістю від планети природний супутник Сатурна. Відкритий Скоттом Шеппардом, Девідом Джуїттом, Дженом Кліна 12 грудня 2004 року.
У скандинавській міфології Фарбауті — бог штормів, батько Білейстра, Гелблінді і Локі, чоловік Лаувеї.

## Корисні посилання
- Супутники Сатурна. Дані Інституту астрономії. [Архівовано 15 травня 2011 у Wayback Machine.](англ.)
- Циркуляр МАС №8523: Оголошення про відкриття нових супутників Сатурна[недоступне посилання з жовтня 2019](англ.)
- Циркуляр МАС №8826: Назви нових супутників Сатурна і Юпітера Сатурна [Архівовано 10 січня 2020 у Wayback Machine.](англ.)
- Електронний циркуляр ЦМП MPEC 2005-J13: Дванадцять нових супутників Сатурна [Архівовано 29 травня 2012 у Archive.is](англ.)